# Demetriusz II Antygonida
Demetriusz II Antygonida (ur. ok. 275 – zm. 229 p.n.e.; panował w latach 239–229 p.n.e.) – król macedoński z dynastii Antygonidów, syn Antygona Gonatasa i Fili, córki Seleukosa I.
W 266 p.n.e., w wieku trzynastu lat, dowodził (przynajmniej nominalnie) wojskami, które obroniły Macedonię przed najazdem z Epiru – w tym czasie jego ojciec prowadził walki w Grecji. W 247 p.n.e. Antygon Gonatas wykorzystał syna do odzyskaniu utraconej twierdzy Akrokoryntu, w której władzę tymczasowo sprawowała Nikaja, wdowa po Kraterosie, bracie Antygona. Król macedoński, zaproponował Nikai małżeństwo z Demetriuszem, wdowa się zgodziła i otworzyła bramy Koryntu przed Antygonem. W czasie uroczystości przedślubnych król podstępem dostał się do twierdzy i przejął nad nią kontrolę. Małżeństwo Demetriusza i Nikai odwołano. 
Przejmując władzę w Macedonii w 239 p.n.e., po śmierci Antygona, musiał od razu stawić czoło koalicji dwóch związków: Etolskiego i Achajskiego. W 229 p.n.e. zginął w walce z iliryjskim plemieniem Dardanów, pozostawiając 9-letniego syna Filipa V, przyszłego króla Macedonii.